# Cantón de Valserhône
El cantón de Valserhône (en francés canton de Valserhône) es una circunscripción electoral francesa situada en el departamento de Ain, de la región de Auvernia-Ródano-Alpes. La cabecera (bureau centralisateur en francés) está en Valserhône.

## Historia
Al aplicar el decreto nº 2014-147 del 13 de febrero de 2014 sufrió una redistribución comunal con cambios en los límites territoriales y en el número de comunas, pasando éstas de 12 a 15.
Con la aplicación de dicho decreto, que entró en vigor el 2 de abril de 2015, después de las primeras elecciones departamentales posteriores a la publicación de dicho decreto, los cantones de Ain pasaron de 43 a 23.
Entre 1956 y 2020 se llamó cantón de Bellegarde-sur-Valserine.

## Composición hasta 2015
- Bellegarde-sur-Valserine
- Billiat
- Champfromier
- Châtillon-en-Michaille
- Giron
- Injoux-Génissiat
- Lhôpital
- Montanges
- Plagne
- Saint-Germain-de-Joux
- Surjoux
- Villes

## Composición actual
- Billiat
- Champfromier
- Chanay
- Confort
- Giron
- Injoux-Génissiat
- Montanges
- Plagne
- Saint-Germain-de-Joux
- Surjoux-Lhopital
- Valserhône
- Villes